# Aclytia taeniata
Aclytia taeniata är en fjärilsart som beskrevs av Max Wilhelm Karl Draudt 1915. Aclytia taeniata ingår i släktet Aclytia och familjen björnspinnare. Inga underarter finns listade i Catalogue of Life.